# Березкіни
Бере́зкіни (рос. Берёзкины) — присілок у складі Орічівського району Кіровської області, Росія. Входить до складу Мирнинського міського поселення.
Населення становить 5 осіб (2010, 5 у 2002).
Національний склад станом на 2002 рік — росіяни 100 %.